# Round Trip Time

Ilustração simplificada de um sistema de telecomunicações por satélites

Em um contexto de telecomunicações, a expressão Round Trip Time significa o tempo total necessário para um sinal eletromagnético percorrer um trajeto compreendido entre um ponto de origem (que pode ser uma antena conectada a um modem-satélite) até um ponto de destino (satélite artificial no espaço por exemplo), e o retorno sinalizando que o sinal foi recebido com sucesso.
Ondas eletromagnéticas usadas em telecomunicações por satélite podem ser microondas, com faixa de frequência bem acima de 300 Megahertz, incluindo a banda C, a banda Ku e a banda Ka, por exemplo.
Todos os tipos de ondas usadas em telecomunicações por satélite fazem parte do espectro eletromagnético, estão em faixas de frequência de radiação eletromagnética, conhecidas também por ondas de rádio.
As ondas de rádio são meios usados para transmissão de voz, som e dados por longas distâncias.
Os satélites artificiais usados em telecomunicações (conhecidos também como SATCOM) recebem, amplificam e redirecionam o sinal de rádio recebido das estações de telecomunicações de empresas de telecomunicações ou antenas-cliente no solo ou embarcadas em navios, plataformas petrolíferas, automóveis e aeronaves.
Portanto o Round Trip Time pode variar, dependendo da distância (altitude) em que se encontra o satélite (de aproximadamente 800 km do Iridium, por exemplo, até 36.000 km de satélites geoestacionários da Intelsat, por exemplo, entre outras operadoras), e dependendo também da agilidade (desempenho) do próprio aparelho no espaço em fazer a sua parte.
Os sistemas de telecomunicações por satélite que utilizam satélites LEO, como Iridium e Globalstar, por exemplo, não sofrem o problema de delay, portanto esses sistemas são mais adequados para transmissão de voz, enquanto os sistemas baseados em satélites geoestacionários como, por exemplo, Intelsat e Star One, são mais adequados para transmissão de quantidade ou volume maior de dados.

## Fibra e cabo
Em um contexto de telecomunicações por fibra ótica, cabo coaxial e cabo par de cobre, o Round Trip Time significa o tempo total necessário para um sinal (pacote de dados TCP / IP) percorrer o trajeto compreendido entre o ponto de origem (que pode ser um computador conectado a um modem) até o destino, geralmente o servidor de um provedor de Internet, e, imediatamente no sentido contrário, um sinal com a confirmação de que o pacote de dados enviado pelo cliente foi recebido com sucesso.